# Bataljun Garibaldi
Bataljun Garibaldi, talijansko-partizanska jedinica osnovana 13. rujna 1943. u Splitu. Postrojba je bila sastavljena od oko 350 vojnika, uglavnom karabinjera, koji su se nakon kapitulacije Italije priključili partizanskim jedinicama. Već 15. rujna bataljun je sudjelovao u obranu Splita od nadolazećih njemačkih snaga. Početkom listopada uvršten je u sastav Prve proleterske brigade Prve proleterske divizije. Prvi zapovjednik bataljuna bio je Elio Francesco. Nakon okončanja sukoba, u srpnju 1945. vratili su se u Italiju.
Spomen-ploča bataljunu nalazi se u Zagrebačkoj ulici u Splitu.